# Palazzo de Scorciatis (Nápoly)
A Palazzo de Scorciatis egy, a 15. század második felében épült palota Nápoly történelmi belvárosában a Via Tribunalin. Az aragon uralkodók titkárai használták, majd később zenekonzervatóriummá alakították lányok számára.